# Chironomus striatipennis
Chironomus striatipennis är en tvåvingeart som först beskrevs av Jean-Jacques Kieffer 1910.  Chironomus striatipennis ingår i släktet Chironomus och familjen fjädermyggor. Inga underarter finns listade i Catalogue of Life.